# Chalcovietnamicus weihangi
Espèce
Chalcovietnamicus weihangi est une espèce d'araignées aranéomorphes de la famille des Salticidae.

## Distribution
Cette espèce est endémique du Guangxi en Chine,. Elle se rencontre dans les xians de Xing'an et de Fuchuan et le district de Pinggui.

## Description
La carapace du mâle holotype mesure 1,82 mm et l'abdomen 1,55 mm et la carapace de la femelle paratype 2,22 mm et l'abdomen 2,37 mm.

## Systématique et taxinomie
Cette espèce a été décrite par Yu et Zhang en 2023.

## Étymologie
Cette espèce est nommée en l'honneur de Wei-hang Wang.

## Publication originale
- Yu, Hoang, Maddison & Zhang, 2023 : « Review of Chalcovietnamicus Marusik, 1991, with description of four new species (Araneae, Salticidae, Euophryini). » Zootaxa, no 5336(4), p. 451-480.